# Valentin Rongier
Valentin Rongier (Mâcon, 7 dicembre 1994) è un calciatore francese, centrocampista del Rennes.

## Caratteristiche tecniche
È un centrocampista utilizzato prevalentemente da regista, abile nell'impostazione del gioco e dotato di buona tecnica e di visione del gioco; ha dichiarato di ispirarsi all'italiano Marco Verratti.

## Carriera
Cresciuto calcisticamente con il Nantes, club con cui debutta tra i professionisti il 18 ottobre 2014 durante la gara di Ligue 1 pareggiata 1-1 contro lo Stade Reims, alla fine del mercato estivo del 2019 viene acquistato dall'Olympique Marsiglia.

## Statistiche

### Presenze e reti nei club
Statistiche aggiornate al 30 giugno 2025.
| Stagione                   | Squadra                    | Campionato                 | Campionato | Campionato | Coppe nazionali | Coppe nazionali | Coppe nazionali | Coppe continentali | Coppe continentali | Coppe continentali | Altre coppe | Altre coppe | Altre coppe | Totale | Totale |
| Stagione                   | Squadra                    | Comp                       | Pres       | Reti       | Comp            | Pres            | Reti            | Comp               | Pres               | Reti               | Comp        | Pres        | Reti        | Pres   | Reti   |
| -------------------------- | -------------------------- | -------------------------- | ---------- | ---------- | --------------- | --------------- | --------------- | ------------------ | ------------------ | ------------------ | ----------- | ----------- | ----------- | ------ | ------ |
| 2014-2015                  | Nantes                     | L1                         | 6          | 0          | CF+CdL          | 1+1             | 1+0             | -                  | -                  | -                  | -           | -           | -           | 8      | 1      |
| 2015-2016                  | Nantes                     | L1                         | 11         | 1          | CF+CdL          | 0               | 0               | -                  | -                  | -                  | -           | -           | -           | 11     | 1      |
| 2016-2017                  | Nantes                     | L1                         | 31         | 2          | CF+CdL          | 2+2             | 0               | -                  | -                  | -                  | -           | -           | -           | 35     | 2      |
| 2017-2018                  | Nantes                     | L1                         | 32         | 1          | CF+CdL          | 2+1             | 1+0             | -                  | -                  | -                  | -           | -           | -           | 35     | 2      |
| 2018-2019                  | Nantes                     | L1                         | 36         | 4          | CF+CdL          | 5+2             | 0               | -                  | -                  | -                  | -           | -           | -           | 43     | 4      |
| lug.-set. 2019             | Nantes                     | L1                         | 3          | 0          | CF+CdL          | 0               | 0               | -                  | -                  | -                  | -           | -           | -           | 3      | 0      |
| Totale Nantes              | Totale Nantes              | Totale Nantes              | 119        | 8          |                 | 16              | 2               |                    | -                  | -                  |             | -           | -           | 135    | 10     |
| set. 2019-2020             | O. Marsiglia               | L1                         | 23         | 0          | CF+CdL          | 4+1             | 0               | -                  | -                  | -                  | -           | -           | -           | 28     | 0      |
| 2020-2021                  | O. Marsiglia               | L1                         | 26         | 1          | CF              | 1               | 0               | UCL                | 6                  | 0                  | SF          | 1           | 0           | 34     | 1      |
| 2021-2022                  | O. Marsiglia               | L1                         | 32         | 0          | CF              | 3               | 0               | UEL+UECL           | 4+7                | 0+1                | -           | -           | -           | 46     | 1      |
| 2022-2023                  | O. Marsiglia               | L1                         | 36         | 1          | CF              | 4               | 0               | UCL                | 6                  | 0                  | -           | -           | -           | 44     | 1      |
| 2023-2024                  | O. Marsiglia               | L1                         | 10         | 0          | CF              | 0               | 0               | UCL+UEL            | 2+3                | 0+0                | -           | -           | -           | 15     | 0      |
| 2024-2025                  | O. Marsiglia               | L1                         | 25         | 3          | CF              | 2               | 0               | -                  | -                  | -                  | -           | -           | -           | 27     | 3      |
| Totale Olympique Marsiglia | Totale Olympique Marsiglia | Totale Olympique Marsiglia | 152        | 5          |                 | 15              | 0               |                    | 28                 | 1                  |             | 1           | 0           | 196    | 6      |
| Totale carriera            | Totale carriera            | Totale carriera            | 271        | 13         |                 | 31              | 2               |                    | 28                 | 1                  |             | 1           | 0           | 331    | 16     |